# Mistrovství Evropy v atletice do 23 let 2009

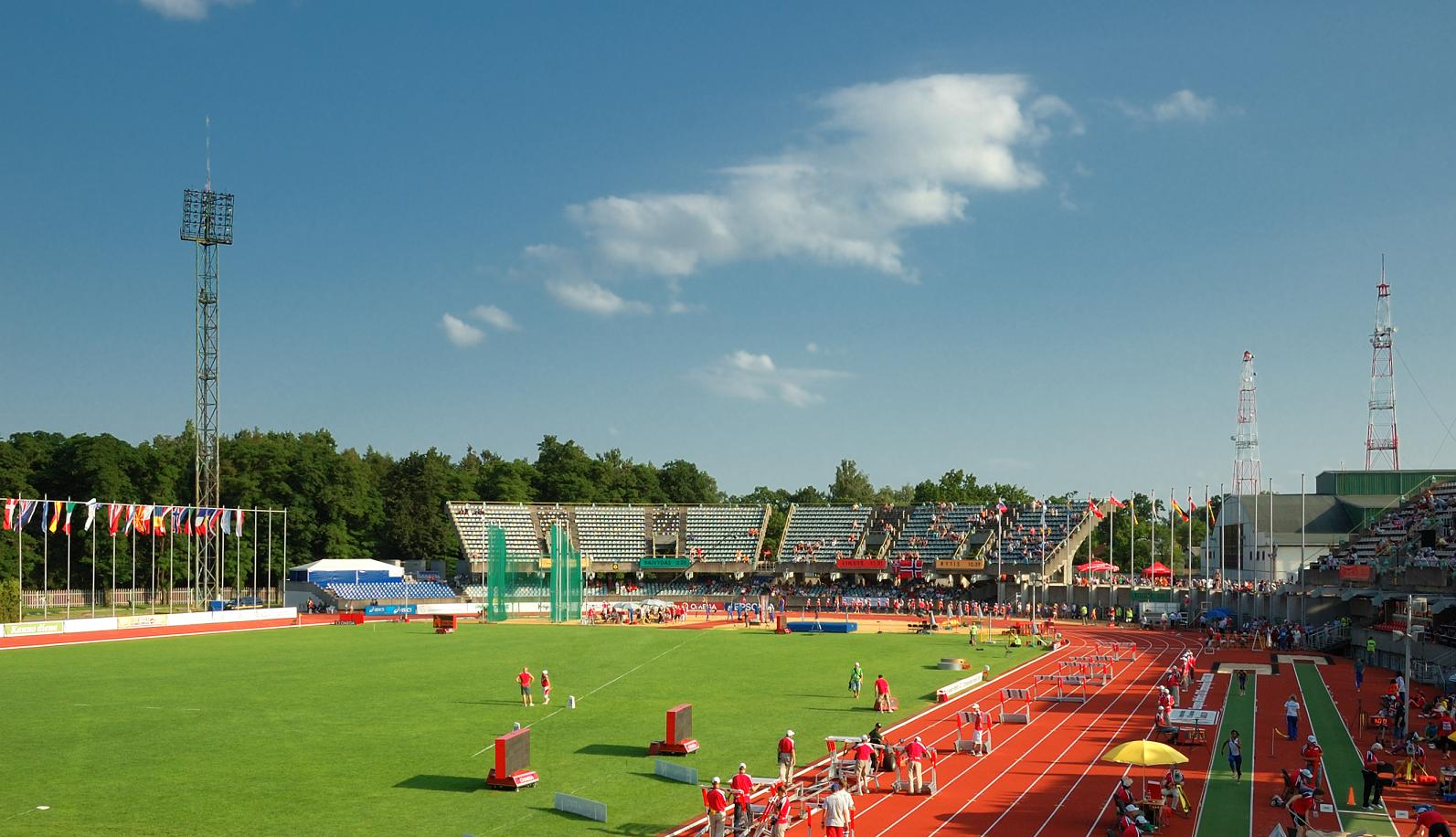
S. Darius and S. Girėnas Stadium v Kaunasu - dějiště ME do 23 let

7. Mistrovství Evropy v atletice do 23 let se uskutečnilo ve dnech 16. – 19. července 2009 v Litvě na S. Darius and S. Girėnas Stadium v Kaunasu. Na programu bylo dohromady 44 disciplín (22 mužských a 22 ženských). Kvůli nedostatku ubytovacích kapacit byl na dobu mistrovství otevřen nový čtyřhvězdičkový hotel.

## Medailisté

### Muži
| Disciplína      | Zlato                                                                         | Stříbro                                                                              | Bronz                                                                    |
| 100 m           | Harry Aikines-Aryeetey 10,15                                                  | Leevan Yearwood 10,26                                                                | Rion Pierre 10,28                                                        |
| 200 m           | Toby Sandeman 20,37                                                           | Aleixo Platini Menga 20,59                                                           | Ihor Bodrov 20,61                                                        |
| 400 m           | Yannick Fonsat 45,68                                                          | Nigel Levine 45,78                                                                   | Jan Ciepiela 45,81                                                       |
| 800 m           | Adam Kszczot 1:45,81                                                          | Marcin Lewandowski 1:46,52                                                           | Robin Schembera 1:46,63                                                  |
| 1500 m          | Ivan Tuchtačev 3:51,19                                                        | James Brewer 3:51,33                                                                 | Jakub Holuša 3:51,46                                                     |
| 5000 m          | Mohamed Elbendir 13:55,10                                                     | Noureddine Smaïl 13:59,23                                                            | David McCarthy 14:00,78                                                  |
| 10 000 m        | Selim Bayrak 29:47,15                                                         | Andrea Lalli 29:49,80                                                                | Dmytro Lašyn 30:08,44                                                    |
| 110 m př.       | Artur Noga 13,47                                                              | Gianni Frankis 13,57                                                                 | Callum Priestley 13,63                                                   |
| 400 m př.       | Lloyd Gumbs 49,62                                                             | Stanislav Melnykov 49,88                                                             | Vincent Vanryckeghem 49,90                                               |
| 3000 m př.      | Alexandr Paveljev 8:40,55                                                     | José Luis Galván 8:41,53                                                             | Krystian Zalewski 8:42,06                                                |
| Štafeta 4×100 m | Spojené království 39,09 Ryan Scott Toby Sandeman Rion Pierre Leevan Yearwood | Francie 39,26 Emmanuel Biron Mickael Arminana Pierre-Alexis Pessonneaux Teddy Tinmar | Polsko 39,52 Kamil Kryński Artur Zaczek Olaf Paruzel Jakub Adamski       |
| Štafeta 4×400 m | Polsko 3:03,74 Marcin Sobiech Jakub Krzewina Michal Pietrzak Jan Ciepiela     | Itálie 3:03,79 Marco Vistalli Isalbet Juarez Domenico Fontana Matteo Galvan          | Francie 3:04,06 Bruno Naprix Mame-Ibra Anne Yoann Décimus Yannick Fonsat |
| Chůze na 20 km  | Miguel Ángel López 1.22:23                                                    | Dzianis Simanovich 1.22:57                                                           | Matteo Giupponi 1.23:00                                                  |
| Skok do výšky   | Sylwester Bednarek 2,28 m                                                     | Oleksandr Nartov 2,26 m                                                              | Andrij Procenko 2,24 m                                                   |
| Skok o tyči     | Raphael Holzdeppe 5,64 m                                                      | Luke Cutts 5,60 m                                                                    | Dimitrios Patsoukakis 5,55 m                                             |
| Skok daleký     | Janis Leitis 7,90 m                                                           | Pavel Karavajev 7,86 m                                                               | Mikko Kivinen 7,85 m                                                     |
| Trojskok        | Daniele Greco 17,20 m                                                         | Zhivko Petkov 16,81 m                                                                | Aliaksandr Liabedzka 16,80 m                                             |
| Vrh koulí       | Valerij Kokojev 20,20 m                                                       | Nick Petersen 18,94 m                                                                | Mateusz Mikos 18,89 m                                                    |
| Hod diskem      | Nikolaj Seďjuk 60,80 m                                                        | Ivan Hryšyn 59,61 m                                                                  | Martin Wierig 59,12 m                                                    |
| Hod kladivem    | Yury Shayunou 78,16 m                                                         | Anatolij Pozdňjakov 72,42 m                                                          | Alexander Ziegler 72,32 m                                                |
| Hod oštěpem     | Ari Mannio 84,57 m                                                            | Petr Frydrych 80,53 m                                                                | Spiridon Lebesis 79,37 m                                                 |
| Desetiboj       | Eelco Sintnicolaas 8 112 bodů                                                 | Mateo Sossah 7 885 bodů                                                              | Mihail Dudaš 7 855 bodů                                                  |

### Ženy
| Disciplína      | Zlato                                                                                     | Stříbro                                                                                       | Bronz                                                                                   |
| 100 m           | Lina Grinčikaitė 11,37                                                                    | Natalija Pohrebnjaková 11,45                                                                  | Marika Popowiczová 11,50                                                                |
| 200 m           | Alexandra Fedorivová 22,97                                                                | Ewelina Ptaková 23,07                                                                         | Marika Popowiczová 23,25                                                                |
| 400 m           | Xenija Ustalovová 51,74                                                                   | Xenija Zadorinová 51,76                                                                       | Anna Sedovová 52,58                                                                     |
| 800 m           | Jelena Kofanovová 1:58,94                                                                 | Natalija Lupuová 2:01,08                                                                      | Agnieszka Leszczynská 2:01,53                                                           |
| 1500 m          | Sultan Haydarová 4:14,12                                                                  | Kristina Chalajevová 4:14,78                                                                  | Jelena Fesenková 4:15,90                                                                |
| 5000 m          | Natalja Popkovová 15:54,11                                                                | Světlana Kudzeličová 16:03,85                                                                 | Emily Pidgeonová 16:04,71                                                               |
| 10 000 m        | Natalja Popkovová 33:37,31                                                                | Zsofia Erdelyiová 33:39,89                                                                    | Azra Eminovicová 33:47,19                                                               |
| 100 m př.       | Christina Vukicevicová 12,99                                                              | Jekatěrina Štěpová 13,28                                                                      | Alina Talajová 13,30                                                                    |
| 400 m př.       | Perri Shakesová-Draytonová 55,26                                                          | Eilidh Childová 55,32                                                                         | Darja Korablevová 56,08                                                                 |
| 3000 m př.      | Ancuța Bobocelová 9:47,90                                                                 | Julia Hillerová 9:57,44                                                                       | Susanne Lutzová 10:01,87                                                                |
| Štafeta 4×100 m | Spojené království 43,89 Annabelle Lewisová Joey Ducková Lucy Sargentová Elaine O'Neilová | Polsko 43,90 Agnieszka Ceglareková Marika Popowiczová Milena Pedziwiatrová Weronika Wedlerová | Litva 44,09 Silvija Peseckaitė Lina Andrijauskaitė Sonata Tamošaitytė Lina Grinčikaitė  |
| Štafeta 4×400 m | Rusko 3:27,59 Anna Sedovová Xenija Zadorinová Xenija Vdovinová Xenija Ustalovová          | Německo 3:29,23 Esther Cremerová Jill Richardsová Janin Lindenberová Sorina Nwachukwuová      | Bělorusko 3:30,45 Maryna Libozová Kateryna Mišynová Hanna Tašpulatavová Alena Kjevičová |
| Chůze na 20 km  | Jelena Šumkinová 1.33:05                                                                  | Zuzana Schindlerová 1.33:42                                                                   | Taťána Šemjakinová 1.34:13                                                              |
| Skok do výšky   | Alexandra Šamsutdinovová 1,89 m                                                           | Melanie Bauschkeová 1,89 m                                                                    | Urszula Domelová 1,89 m                                                                 |
| Skok o tyči     | Lisa Ryzihová 4,50 m                                                                      | Minna Nikkanenová 4,45 m                                                                      | Vanessa Vandyová 4,35 m                                                                 |
| Skok daleký     | Melanie Bauschkeová 6,83 m                                                                | Nastasia Mirončyková 6,76 m                                                                   | Éloyse Lesueurová 6,72 m                                                                |
| Trojskok        | Paraskeví Papahrístuov 14,34 m                                                            | Cristina Bujinová 14,26 m                                                                     | Lilija Kulyková 13,88 m                                                                 |
| Vrh koulí       | Denise Hinrichsová 19,18 m                                                                | Irina Tarasovová 17,90 m                                                                      | Alena Kopetsová 17,72 m                                                                 |
| Hod diskem      | Eden Francisová 57,29 m                                                                   | Vera Karmišinová 54,48 m                                                                      | Jade Nichollsová 54,44 m                                                                |
| Hod kladivem    | Zalina Marghievová 67,67 m                                                                | Kateřina Šafránková 63,01 m                                                                   | Sarah Holtová 62,55 m                                                                   |
| Hod oštěpem     | Madara Palameikaová 64,51 m                                                               | Vira Rebryková 61,43 m                                                                        | Anna Wessmanová 55,91 m                                                                 |
| Sedmiboj        | Aiga Grabusteová 6 396 bodů                                                               | Olga Kurbanová 6 205 bodů                                                                     | Naděžda Sergejevová 6 118 bodů                                                          |

## Medailové pořadí

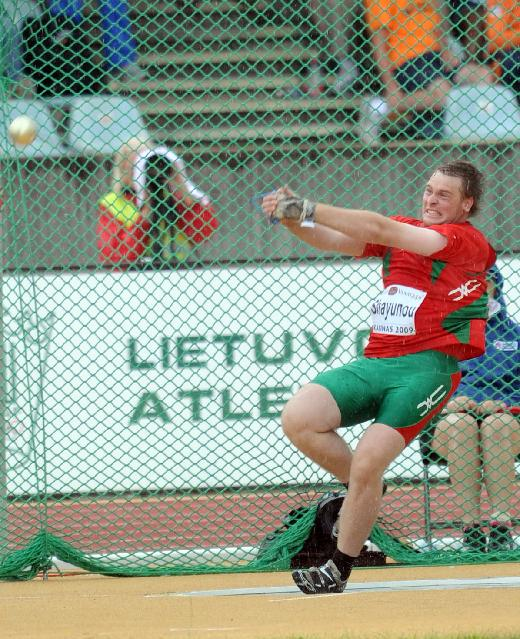
Yury Shayunou - vítěz v hodu kladivem

| Umístění | Stát               | Zlato | Stříbro | Bronz | Celkem |
| -------- | ------------------ | ----- | ------- | ----- | ------ |
| 1.       | Rusko              | 12    | 8       | 5     | 25     |
| 2.       | Spojené království | 7     | 6       | 5     | 18     |
| 3.       | Německo            | 4     | 4       | 4     | 12     |
| 4.       | Polsko             | 4     | 3       | 8     | 15     |
| 5.       | Lotyšsko           | 3     | 0       | 0     | 3      |
| 6.       | Španělsko          | 2     | 1       | 0     | 3      |
| 7.       | Turecko            | 2     | 0       | 0     | 2      |
| 8.       | Bělorusko          | 1     | 3       | 4     | 8      |
| 9.       | Francie            | 1     | 3       | 2     | 6      |
| 10.      | Itálie             | 1     | 2       | 1     | 4      |
| 11.      | Finsko             | 1     | 1       | 2     | 4      |
| 12.      | Rumunsko           | 1     | 1       | 0     | 2      |
| 13.      | Řecko              | 1     | 0       | 2     | 3      |
| 14.      | Litva              | 1     | 0       | 1     | 2      |
| 15.      | Moldavsko          | 1     | 0       | 0     | 1      |
| 15.      | Nizozemsko         | 1     | 0       | 0     | 1      |
| 15.      | Norsko             | 1     | 0       | 0     | 1      |
| 18.      | Ukrajina           | 0     | 6       | 4     | 10     |
| 19.      | Česko              | 0     | 3       | 1     | 4      |
| 20.      | Bulharsko          | 0     | 1       | 0     | 1      |
| 20.      | Dánsko             | 0     | 1       | 0     | 1      |
| 20.      | Maďarsko           | 0     | 1       | 0     | 1      |
| 23.      | Srbsko             | 0     | 0       | 2     | 2      |
| 24.      | Belgie             | 0     | 0       | 1     | 1      |
| 24.      | Irsko              | 0     | 0       | 1     | 1      |
| 24.      | Švédsko            | 0     | 0       | 1     | 1      |